# 아말감 (치의학)

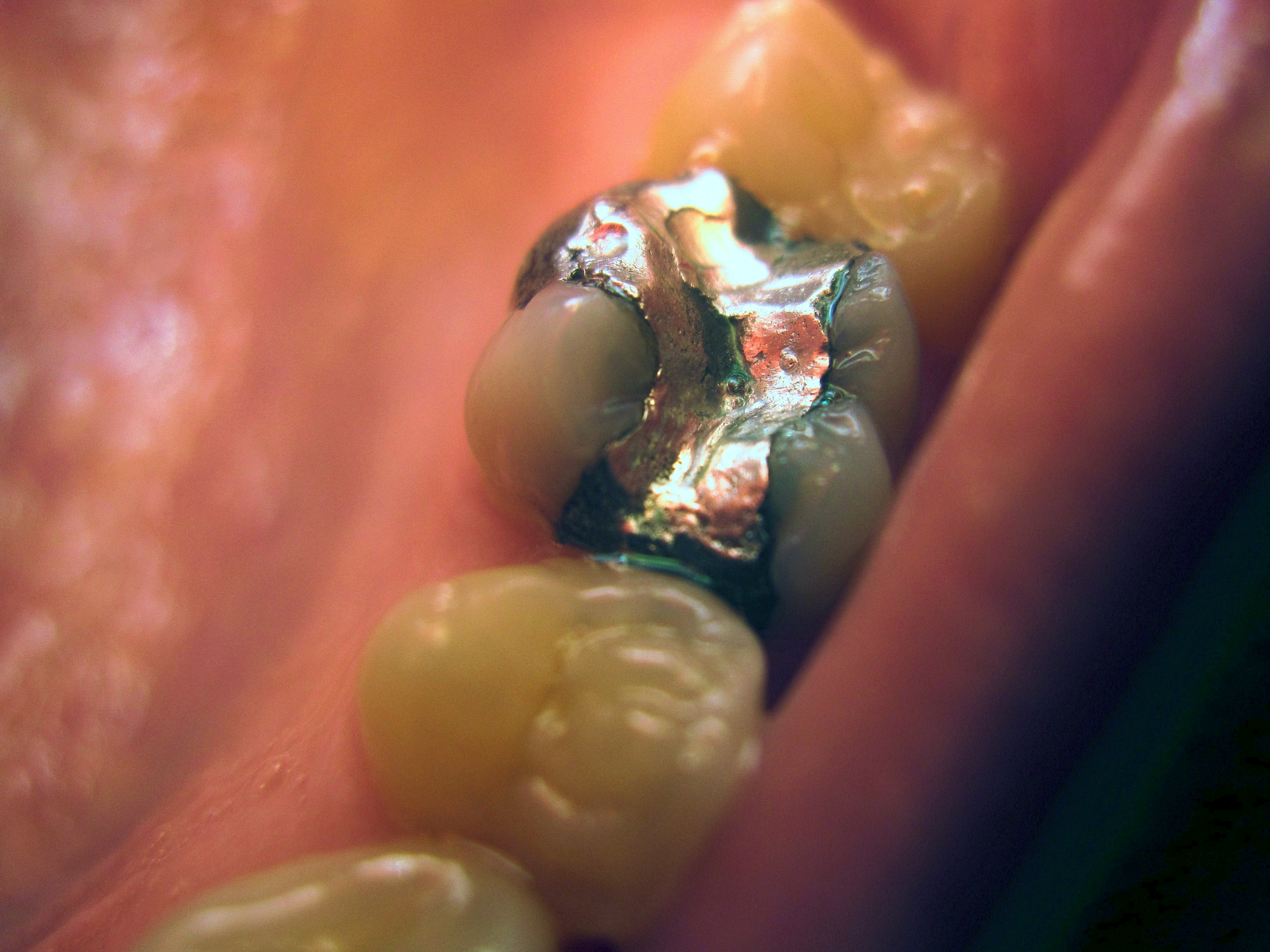
아말감으로 충전한 어금니

아말감(영어: amalgam)은 치과 치료에서 널리 사용되는 재료 중 하나로, 수은, 은, 구리, 아연, 주석 등을 이용한 합금이다. 분말 금속에 수은을 혼합하여 치아수복에 사용한다.

## 역사
아말감은 중국에서 서기 659년 당나라의 소공(蘇恭)에 의해 사용된 것으로 처음 보고되었다. 이는 우식 이환병소의 수복에 사용된 기록으로 남아 있는 재료 중 가장 오래된 것들 중의 하나이다. 지금으로부터 177년 전인 1826년 O. Taveau에 의해 은과 수은을 결합시킨 'silver paste'가 처음 개발되었는데 이것이 아말감의 시초로 보고 있다.
오늘날의 아말감 수복 치료가 정립되기 전까지 충치를 치료하고 치아를 수복하기 위한 재료로는 절삭형 합금이 쓰였다. 금속 주괴를 연마해서 작은 입자로 제조하는 합금이었다. 절삭형 분말은 바늘 모양을 띄고 있는데 초기 아말감 합금의 제작에 사용하였으며 갈아서 만든 불규칙한 형태의 금속입자를 가졌다. 이러한 입자형태는 상당한 힘을 주지않으면 잘 뭉쳐지지않고, 많은양의 수은을 필요로 해야하는 단점이 있어서 후에 구상형으로 개량되었다. 구상형 합금은 불활성기체로 용융된 합금을 분사히여 제조하는 합금이다. 분사된 작은 방울이 떨어지면서 다른 물체와 만나기 전에 냉각되면 구상 형태를 유지하게 된다. 작은 공모양의 금속입자이며 절삭형에 비하여 입자를 밀착시키기 쉽고 적은양의 수은으로 아말감을 만들수 있으며 유동성이 좋았기 때문에 후에 혼합형 합금은 절삭형과 구상형의 금속입자가 혼합된 것으로, 현대에 들어선 가장많이 사용되게 되었다.

## 원리
아말감은 수은을 매개로 은, 구리, 아연, 주석의 합금을 형성하는 것이다. 치과용 아말감에서는 수은이 아말감 합금과 반응하는데 이를 아말감화된다고 한다. 수은이 들어있는 캡슐과 합금 분말이 들어 있는 갭슐을 별도로 준비한 뒤 캡슐에 들어있는 밀봉된 수은 방울을 합금 분말이 들어 있는 캡슐 안으로 흘러들어가게 하여 혼합한다. 혼합된 재료는 수은을 매개로 반응하여 합금을 만든다.
아말감화 반응은 재료를 혼합한 즉시 시작되어 구강내에서 치아 수복 작업을 하는 몇 분 이내에 강도와 경도가 증가하고 이에 따라 반응의 정도는 감소한다. 아말감의 충전 후 수일동안 반응이 계속되지만, 충전 후 1시간 이내면 충분한 강도를 갖게 된다. 1818년 처음 치과 치료에 도입된 이래로 현재까지 꾸준하게 치과 충전재로 사용되고 있다.
아말감 수복은 모든 수복치료의 기본으로, 비록 다른 수복재료들과 조작 상의 차이점이 존재하더라도 기본적인 사항은 아말감 수복 시와 크게 다르지 않다. 치아 충전용으로 사용하는 아말감에서 섭취되는 수은의 양은 일상 생활에서 식사나 호흡으로 섭취하는 양에 비해 매우 적고 아말감은 이미 안전성이 충분히 입증되었기 때문에 환자에 대한 안전성은 큰 문제가 없다.

## 성분
아말감은 60%의 은과 주석, 6%의 구리, 아연을 함유한다. 이때 은은 경화를 빠르게 하고 경화팽창과 강도를 증가 시킨다. 또한 수은과의 반응성을 좋게 하고 크리프를 감소케 한다.
주석은 은과 반대 역할을 한다. 수은에 대한 용해도가 크기 때문에 아말감화를 촉진, 아말감이 굳으면서 팽창하는 것을 감소시켜 크리프를 증가시킨다. 강도와 경도 또한 감소시키기 때문에 주석이 수은과 반응하여 형성된 화합물은 약하고 부식이 잘 된다. 국제표준기구는 아말감 합금 표준을 규정하고 있으며 최신 버전은 ISO 24234:2015이다.
아말감 합금은 공급의 형태, 입자의 형상, 구리와 아연의 비율 등에 따라 여러 종류로 나뉘고 개발되어 있는 상품도 다양하다. 크게 보아 구리의 비율이 낮은 저동재래형, 구리의 비율의 높고 조성이 다양한 재료로 구성된 고동혼합형, 구리의 비율이 높고 단일한 조성의 입자로 구성된 고동단일조성형으로 구분할 수 있다.

## 성질

### 압축강도
모든 치아 수복 재료는 윗니와 아랫니가 맞물려 생기는 저작압(咀嚼壓)을 견뎌낼 수 있는 충분한 강도를 가지고 있어야 한다. 압축강도는 이를 앙다물어 생기는 교합압에 수복 재료가 부서지지 않고 견딜 수 있는 최대의 힘을 의미하는데, 재료의 일반적 강도 특성을 알 수 있는 편리한 척도이다. 아말감의 압축강도는 서서히 증가하여 형성 후 24시간이 지나야 가장 큰 값을 나타낸다. 그러나 최종 강도에 도달하기 전에 환자는 수복된 치아를 이용하여 음식을 씹게 되기 때문에 형성 1시간 후의 압축강도가 중요하다.
아말감 합금은 형성 7일 후를 기준으로 할 때 혼합 20분 후의 압축강도는 6%, 1시간 이후 15~20%, 8시간 후 85~90%로 증가한다. 따라서 아말감을 충전한 후 최소 8시간 동안은 부드러운 음식만을 섭취하도록 하는 것이 좋다. 아말감 합금에 너무 빨리 저작압이 가해지면 내부에 응력이 생겨 나중에 수복 부위가 부서질 수 있다. 음식물을 씹는 저작 활동에서 치아가 받는 응력은 주로 압축력이지만 인장응력이나 굽힘 응력도 일어나며, 이럴 때 아말감은 더욱 쉽게 부숴진질 수 있다. 따라서 아말감의 강도를 높이기 위해서는 치질에 의한 지지를 받아야 한다. 아말감은 충분히 큰 크기여야 하고 교합력을 견디기 위해서는 1.5mm이상의 두께가 필요하다. 정확한 혼합시간,적절한 수은의 양, 응축 압 및 정확한 응축시간으로 아말감의 강도를 조절할 수 있다.

### 크기 변화
아말감 합금은 응고 과정을 통해 굳는다. 응고 과정에서 합금 입자가 수은에 용해되면 수축하고 금속 결정이 생성되면 팽창한다. 이러한 수축량과 팽창량이 어느 쪽이 우세한 가에 따라 크기 변화가 결정된다. 아말감의 크기 변화는 합금의 조성,형태 또는 취급 방법에 따라 달라진다. 초기에는 수은이 합금 안으로 확산되면서 합금이 용해되므로 수축이 일어나지만 30-40분 후에는 합금의 결정이 밖으로 성장하여 팽창이 일어난다. 가장 크게 팽창하는 때는 혼합 후 6시간 무렵이고 이후에는 미량의 수은이 반응물 내로 확산되어 소량의 수축이 진행된다. 아연을 함유한 아말감 합금은 조작할 때 수분에 오염되면 3-5일부터 팽창이 일어나 수개월간 지속된다. 무아연 합금도 수분에 오염되면 부식저항성이 저하된다. 느린 팽창이 일어나고 6개월이 지나면 0.5mm 정도의 크기변화가 생길 수 있다.
아말감 충전 시 가장 중요한 것은 크기변화(dimensional change)를 최소화하는 것이다. 아말감이 과도하게 수축되면 미세누출을 야기하고 주변부위에 치면세균막이 축적되어 이차우식 가능성이 높아진다. 또한 수술후에 과민증을 초래하여 통증을 유발한다. 아말감이 과도하게 팽창하게 되면 치수에 압력을 주고, 충전 후 과민증을 유발하며 와동으로부터 수복물이 빠져나오는 정출을 일으킬 수 있다. 과거의 아말감은 입자 크기가 크고 수은/합금 비가 높으며 연화시간이 길어 팽창이 일어났지만, 현대의 아말감은 입자의 크기가 작고 수은/합금비가 낮으며 연화시간이 짧아 수축이 일어난다. 대한치과의사협회규격 제4호에서는 아말감의 24시간후의 크기 변화를 0.2%이내로 규정하고 있다.

### 변색과 부식
구강내에 적용된 아말감 수복물은 종종 변색(tarnish)과 부식(corrosion)이 일어난다. 변색의 정도는 대부분 환자의 구강 환경의 영향을 받으며 합금의 종류에 따라서 영향을 받기도 한다. 또한 부식을 막아주는 부동태화 과정에서 변색이 일어나기도 한다. 황화은에 의해서 발생하는 변색은 심미적인 문제를 야기하기는 하지만, 부식의 활성화와 수복물의 조기 실패를 의미하는 것은 아니다. 수복물의 부식은 화학반응이나 전기화학적 반응에 의한 금속의 파괴현상으로, 치아와 수복물의 계면에서 금속면을 따라 일어나는데, 합금과 치아 사이의 공간에서 전해질의 미세누출과 틈새 부식이 생긴다. 부식 산물이 축적되면서 점차 이 공간을 채우게 되어 아말감을 자가봉쇄형 수복물(self-sealing restoration)로 만든다. 이러한 이유로 아말감 수복물의 실패율은 다른 수복재료보다 낮은 것으로 평가받고 있다.
즉, 계면에서 부식이 일어난 아말감 수복물이 외관상으로는 의심스러워도 오히려 미세누출은 감소할 수 있다. 하지만 과도한 부식은 재료 내부와 외부의 기포를 증가시키며 변연파절을 가져오므로, 결국 강도가 저하되는 결과를 낳는다. 저동아말감 합금에서 가장 일반적인 부식 산물은 주석의 산화물과 염화물이다. 이러한 부식산물은 치아와 아말감 계면을 따라서 존재 또는 오래된 아말감 수복물의 내부에서 발견된다. 동을 포함하는 아말감의 부식산물이 고동아말감에서도 발견될 수 있지만, 저동아말감보다 부식저항성이 높아 부식이 적게 일어난다. 또한 아말감 수복물이 금 합금 수복물과 접촉되면 두 물질의 전위차가 크기 때문에 아말감의 부식이 발생할 수 있다. 부식 과정에서 수은이 유리되고 이것이 금 수복물을 오염시켜 약화시킨다.
고동아말감을 저동아말감과 비교하면 음극을 띤다. 그래서 만약 구강 내에 기존 저동아말감 수복물이 존재할 때 고동아말감으로 수복한다면 기존 수복물이 부식되거나 실패할 수 있을 것이라는 우려가 제기되었으나, 이런 상황에서 부식의 증가를 임상적으로 확인 할 수 없었다. 인접 수복물간의 부식을 관찰하기 위해 고안된 시험 모델로 연구한 결과 구강내는 수복물간 전기 화학적 상호작용을 최소로 하는 구조로 되어 있다는 것이 밝혀졌다.
아말감 수복물에서 나타나는 부식이 일부 이로운 점이 있다고 하더라도 여전히 바람직한 현상은 아니다. 아말감 수복물의 부식을 최소화하기 위해 매끄럽고 균일한 표면을 만들도록 노력해야 한다. 화학적 또는 전기화학적 반응에 의해, 또는 이종 금속간 전위차에 의해 아말감 수복물에서 부식이 진행되면 수복물의 강도가 저하되어 변연파절이 일어나면서 수복물의 수명을 단축시키게 된다.

### 변연부 파절
아말감 수복에 실패의 가장 일반적인 실패 유형은 치아와 아말감 경계부에서 발생하게 되는 변연파절(marginal breakdown, ditching)이다. 변연부가 파절되면 음식잔사나 미생물이 침투하게 되어 이차 우식이 생길 수 있고, 이차 우식까지 이어지지 않는다 하더라도 수복물의 심미성이 저하되고, 변형이 일어날 가능성이 높아진다. 임상적으로 수복물을 검사한 결과 변연에 50μm 이상의 틈이 있는 것은 이차 우식과 관련되어 있었다. 그러나 이런 수복물을 대체할 필요가 있는지를 평가하는 것은 환자의 구강 위생상태와 긴밀한 관련이 있으며, 최근 연구 결과에서는 심각하게 변연이 변형된 환자라도 좋은 구강 상태를 가지고 있다면 이차 우식 발생률이 현저히 낮은 것을 확인할 수 있었다.
수복물의 부적절한 조각이나 마무리 또는 수은이 많이 있는 표층 부분을 제거하지 않을시에는 법랑질 위로 얇고 약한 쑥 내민 부분(ledge)를 형성하고 결국 그것이 저작압에 의해 파절되면서 변연파절이 일어난다.

### 크리프
재료에 영구변형이 일어나지 않을 정도의 작은 하중을 가했을 때 나타나는 길이 변화를 크리프(creep)이라고 한다. 이는 압축을 받았을 때 형태가 완만히 변한다. 아말감의 크리프는 7일 후가 되어 완전히 경화된 시편을 3시간 동안 일정 압축하중 하에 놓아 측정한다. 대한치과의사협회규격이나 미국치과의사협회규격에서는 최대 3%의 크리프를 허용한다. 크리프는 아말감이 인접치와 대합치를 밀어 변연이 파절되거나 돌출(overhanging)되는것의 원인으로 재발성 우식을 발생시키며, 크리프가 낮을수록 변연파절이 적어진다. 수은/합금비가 증가하거나, 연화시간이 짧거나 길면, 그리고 연화 후 응축을 지연시키면 크립이 증가한다. 고동아말감은 다른 아말감보다 크리프가 적다.

## 시술
아말감 합금을 이용한 치아 수복은 시술 부위에 대한 마취. 러버댐의 장착, 아말감 형성, 조각과 연마로 이루어진다. 시술 부위를 국소 마취하고 인접한 구강내 조직들을 기계와 약물로부터 보호하기 위해 러버댐을 장착한다. 시술할 치아에 남아있는 우식 부위를 말끔히 제거하고 정리하여 와동을 만든다. 만들어진 와동에 격벽을 세워 이후 아말감을 채워넣을 준비를 한다. 아말감 재료를 혼합한 덩어리를 문질러 혼합물을 균일하게 만들고 적절한 점도를 유지하게 한다. 이 작업을 멀링이라고 한다. 멀링한 아말감 덩어리를 운반기에 넣어 와동을 채운다. 와동으로 옮긴 아말감은 응축기를 사용하여 다진다. 아말감은 와동보다 조금 높게 채우고 대강의 모양을 정리한 뒤 조심스럽게 격벽을 제거한다. 아말감이 굳기 시작하면 아말감 조각도를 사용하여 와동치면변연을 따라 치아의 해부학적이고 기능적인 형태를 재현하여 조각한다. 조각이 끝난 표면은 버니셔로 문질러 매끄럽게 한다. 한 치아당 시술 시간은 10분에서 20분 정도가 걸린다. 시술이 끝나면 러버댐을 제거하고 치아가 잘 들어맞는 지 확인하여 교합 조정을 한다. 시술이 끝나면 환자가 하루 정도는 시술한 치아로 씹지 않도록 주의시킨다.
아말감을 충전하고 24시간이 지나면 연마를 할 수 있는 충분한 강도를 가지게 된다. 연마를 할 때 조각된 교합면의 형태가 없어지지 않도록 주의한다. 연마의 목적은 매끈한 면을 형성해 치면세균막의 침착과 2차우식증의 발생을 억제하고, 치은에 대한 자극을 최소화 하고, 과잉변연(overhanging margin)을 제거하며, 교합과 교합면의 형태를 세밀하게 다듬어 마무리 하고, 부식에 대한 저항성을 증가시켜 아말감의 수명을 연장하고, 표면을 활택하게 해줌으로써 변색을 줄여 심미성을 개선하는 데 있다.

### 주의 사항
아말감 수복시 아말감 수복물의 존재, 장착 또는 제거가 초기 독성 위험을 초래한다는 근거는 없으나, 포괄적인 아말감 치료에 있어서 특히 아말감 수복물의 장착 및 제거는 임신 및 수유중인 환자에게 피해야 하며 6세까지의 어린이에게는 수은에 대한 민감도가 증대되므로 주의를 기울여야 한다.

## 참고 문헌
- 대한치과재료학교수협의회. (2008). 치과재료학, 제 5판. 서울: 군자출판사. pp. 217-230.
- Kenneth J. Anusavice. (2006) 필립스 치과재료학 제11판. 참윤. pp. 516-518.
- Kenneth J. Anusavice. (2006) 필립스 치과재료학 제11판. 참윤. pp. 538-541.
- 정원균 외 (2017) 치과보존학의 원리와 임상 제4판. 대한나래출판사. pp 107-109.11-117
- 치과재료학연구회.(2016) 연세대학교 치과대학 치과재료학교실 , 치과재료학 고문사. pp79.
- 김인걸,김영숙,김윤정 외 2명 저,『임상 치과재료학』,군자출판사,2011,p68-75.
- 대한치과재료학교수협의회. (2006). 치과재료학, 제 4판. 서울: 군자출판사. pp. 217-219.

## 같이 보기
- 충치